# Passing (romanzo)
Passing è un romanzo del 1929 dell'autrice statunitense Nella Larsen. Ambientato principalmente nel quartiere newyorkese di Harlem negli anni '20, la storia è incentrata sulla riunione di due amiche d'infanzia, Clare Kendry e Irene Redfield, e sul loro crescente fascino reciproco per la vita. Il titolo si riferisce alla pratica del "passaggio razziale", che è un elemento chiave del romanzo. Il tentativo di Clare Kendry di farsi passare per bianca per suo marito, John (Jack) Bellew, è significativo ed è un catalizzatore per i tragici eventi.L'esplorazione della razza da parte di Larsen è stata informata dalla sua stessa eredità razziale mista e dalla pratica sempre più comune del passaggio razziale negli anni '20. Lodato al momento della pubblicazione, il romanzo è stato da allora celebrato negli studi moderni per la sua complessa rappresentazione di razza, genere e sessualità, e il libro è oggetto di notevoli critiche accademiche. Essendo uno dei soli due romanzi scritti da Larsen, il romanzo è stato significativo nel collocare il suo autore in prima linea in diversi canoni letterari.Il romanzo è stato adattato come film omonimo del 2021 da Rebecca Hall.

## Trama
Drake Hotel di Chicago, su cui è principalmente modellato il "Drayton Hotel" in Passing.[5]
La storia è scritta come una narrazione in terza persona dal punto di vista di Irene Redfield, una donna afroamericana di razza mista che potrebbe "passare" per bianca. Vive ad Harlem a New York City.
La prima parte del libro, intitolata "Incontro", si apre con Irene che riceve una lettera da Clare Kendry, che le fa ricordare un incontro casuale che aveva avuto con lei, al ristorante sul tetto del Drayton Hotel di Chicago, durante un breve soggiorno in città. Irene non risponde alle lettere di Clare che tenta di riallacciare i rapporti. Le donne sono cresciute insieme ma hanno perso i contatti quando il padre bianco di Clare è morto e lei è stata portata a vivere con le sue due zie bianche paterne. Irene scopre che Clare sta passando per bianca, vivendo principalmente in Europa con il suo ignaro, ricco e razzista marito bianco e la loro figlia.
Sebbene Irene cerchi di evitare ulteriori legami con Clare, non riesce mai a escluderla completamente dalla sua vita, poiché in seguito va a trovare Clare per un tè insieme a un'altra amica d'infanzia, Gertrude Martin. Verso la fine della visita, arriva il marito bianco di Clare, John (Jack) Bellew. Ignaro del fatto che tutte e tre le donne abbiano origini nere, Jack afferma con entusiasmo il suo odio per i neri, mettendo le donne a disagio. In un passaggio sorprendente, rivela anche il suo nomignolo per Clare, "Nig". Sebbene Jack non sospetti che sua moglie abbia origini nere (e, in effetti, creda che il suo "Nig" odi i neri tanto quanto lui), le ha dato quel nome perché percepisce che Clare, che era "bianca come un giglio" quando si sono sposati, sta "diventando sempre più scura". Irene e Gertrude non dicono nulla in risposta, in parte per mantenere l'identità segreta di Clare. In seguito, Irene riceve una lettera di scuse da Clare, ma la distrugge nel tentativo di dimenticare Clare. Irene cerca invece di concentrarsi sulla propria vita, con il marito Brian e i loro due figli, Theodore e Junior.
La seconda parte del libro, "Re-encounter", torna al presente, con Irene che ha ricevuto la lettera da Clare. Dopo che Irene la ignora, Clare va a trovarla di persona e Irene accetta con riluttanza di vederla. Quando Clare scopre che Irene fa parte del comitato per la "Negro Welfare League" (NWL)[b], si invita al loro prossimo ballo. Irene sconsiglia di farlo, a causa del rischio che Jack lo scopra. Clare partecipa al ballo e le piace, ed è spinta a continuare a trascorrere del tempo ad Harlem. Irene e Clare riprendono la loro compagnia d'infanzia e Clare visita spesso la casa di Irene.
La terza parte del romanzo inizia prima di Natale; la relazione di Irene con suo marito è diventata sempre più tesa. È consapevole del fascino di Clare e si convince che suo marito abbia una relazione con l'amica. Mentre fa shopping con un'amica nera, Felise Freeland, Irene incontra il marito di Clare, Jack. Quando lui cerca di salutarla, lei finge di non conoscerlo, per evitare che incontri Felise. Ma Irene pensa che l'incontro possa aiutare a svelare il segreto di Clare. Irene pensa di avvertire Clare, ma decide di non farlo.Più tardi, Clare accompagna Irene e Brian a una festa organizzata da Felise. La riunione viene interrotta da Jack, che accusa Clare di essere una "maledetta sporca negra!" Irene corre da Clare, che è in piedi vicino a una finestra aperta. All'improvviso, Clare cade dalla finestra a terra sei piani più in basso. Viene dichiarata morta dagli ospiti che alla fine si riuniscono sul posto. Non è chiaro se sia caduta accidentalmente, se sia stata spinta da Irene o Bellew o se si sia suicidata. Il libro si conclude con l'angoscia frammentata di Irene per la morte di Clare.